# Agrilus concinnus
Agrilus concinnus är en skalbaggsart som beskrevs av Horn 1891. Agrilus concinnus ingår i släktet Agrilus och familjen praktbaggar. Inga underarter finns listade i Catalogue of Life.